# Jewgeni Gennadjewitsch Korotowski
Jewgeni Gennadjewitsch Korotowski (russisch Евгений Геннадьевич Коротовский, engl. Transkription Yevgeniy Korotovskiy; * 1. Juni 1992 in Smolensk) ist ein russischer Leichtathlet, der sich auf den Hammerwurf spezialisiert hat.

## Sportliche Laufbahn
Jewgeni Korotowski tritt seit 2008 in Wettkämpfen im Hammerwurf an. 2009 qualifizierte er sich für die U18-Weltmeisterschaften im italienischen Brixen. Dabei zog er in das Finale ein, in dem er als Vierter die Medaillenränge knapp verpasste. Kurz darauf gewann er die Silbermedaille beim Europäischen Olympischen Jugendfestival in Tampere. 2010 gewann er bei den Russischen U20-Meisterschaften ebenfalls die Silbermedaille. Ein Jahr darauf folgte bei den gleichen Meisterschaften dann der Titelgewinn, bevor er in Tallin bei den U20-Europameisterschaften an den Start ging. Mit einer Weite von 71,81 m belegte er dabei im Finale den sechsten Platz. 2013 verbesserte Korotowski seine Bestleistung mit dem Erwachsenenwurfgewicht auf 72,03 m. Im Juli trat er bei den U23-Europameisterschaften in Tampere an und zog auch dabei in das Finale ein. Darin blieb er unter der Marke von 70 Metern und landete am Ende auf dem siebten Platz. 2014 siegte er bei den Russischen U23-Meisterschaften. 2016 steigerte er im Finale der Russischen Meisterschaften seine Bestleistung auf 74,46 m und wurde, genauso wie in den folgenden beiden Jahren, Vierter. 2018 stellte er im Februar seine persönliche Bestleistung von 77,29 m auf, die seitdem zu Buche steht.
Ende Februar 2019 erhielt Korotowski seine Berechtigung, um als einer der Authorised Neutral Athlete, jene Sportler, die für die Dauer der Sperrung des Russischen Verbandes, nationsunabhängig an internationalen Meisterschaften teilnehmen dürfen. Aufgrund seiner Leitungen im Laufe der Saison erfüllte er die Qualifikation für die Weltmeisterschaften in Doha. Zuvor wurde er Ende Juli erstmals Russischer Meister im Hammerwurf. Anfang Oktober ging er in der Qualifikation in Doha an den Start und schaffte es in das Finale einzuziehen. Darin kam er anschließend auf eine Weite von 75,14 m, womit er den letzten der insgesamt 12 Finalplätze belegte. Ende des Monats trat er bei den Militärweltspielen in Wuhan an und konnte dort die Silbermedaille gewinnen.

## Wichtige Wettbewerbe
| Jahr                                   | Veranstaltung                           | Ort                  | Platz                | Disziplin            | Weite                |
| Startet für Russland                   | Startet für Russland                    | Startet für Russland | Startet für Russland | Startet für Russland | Startet für Russland |
| -------------------------------------- | --------------------------------------- | -------------------- | -------------------- | -------------------- | -------------------- |
| 2009                                   | U18-Weltmeisterschaften                 | Brixen               | 4.                   | Hammerwurf (5 kg)    | 70,71 m              |
| 2009                                   | Europäisches Olympisches Jugendfestival | Tampere              | 2.                   | Hammerwurf (5 kg)    | 72,63 m              |
| 2011                                   | U20-Europameisterschaften               | Tallinn              | 6.                   | Hammerwurf (6 kg)    | 71,81 m              |
| 2013                                   | U23-Europameisterschaften               | Tampere              | 7.                   | Hammerwurf           | 69,40 m              |
| Startet als Authorised Neutral Athlete |                                         |                      |                      |                      |                      |
| 2019                                   | Weltmeisterschaften                     | Doha                 | 12.                  | Hammerwurf           | 75,14 m              |
| 2019                                   | Militärweltspiele                       | Wuhan                | 2.                   | Hammerwurf           | 75,26 m              |

## Leistungsentwicklung
- 2012: 70,00 m
- 2013: 72,03 m
- 2016: 74,46 m
- 2018: 77,29 m